# Contubernium

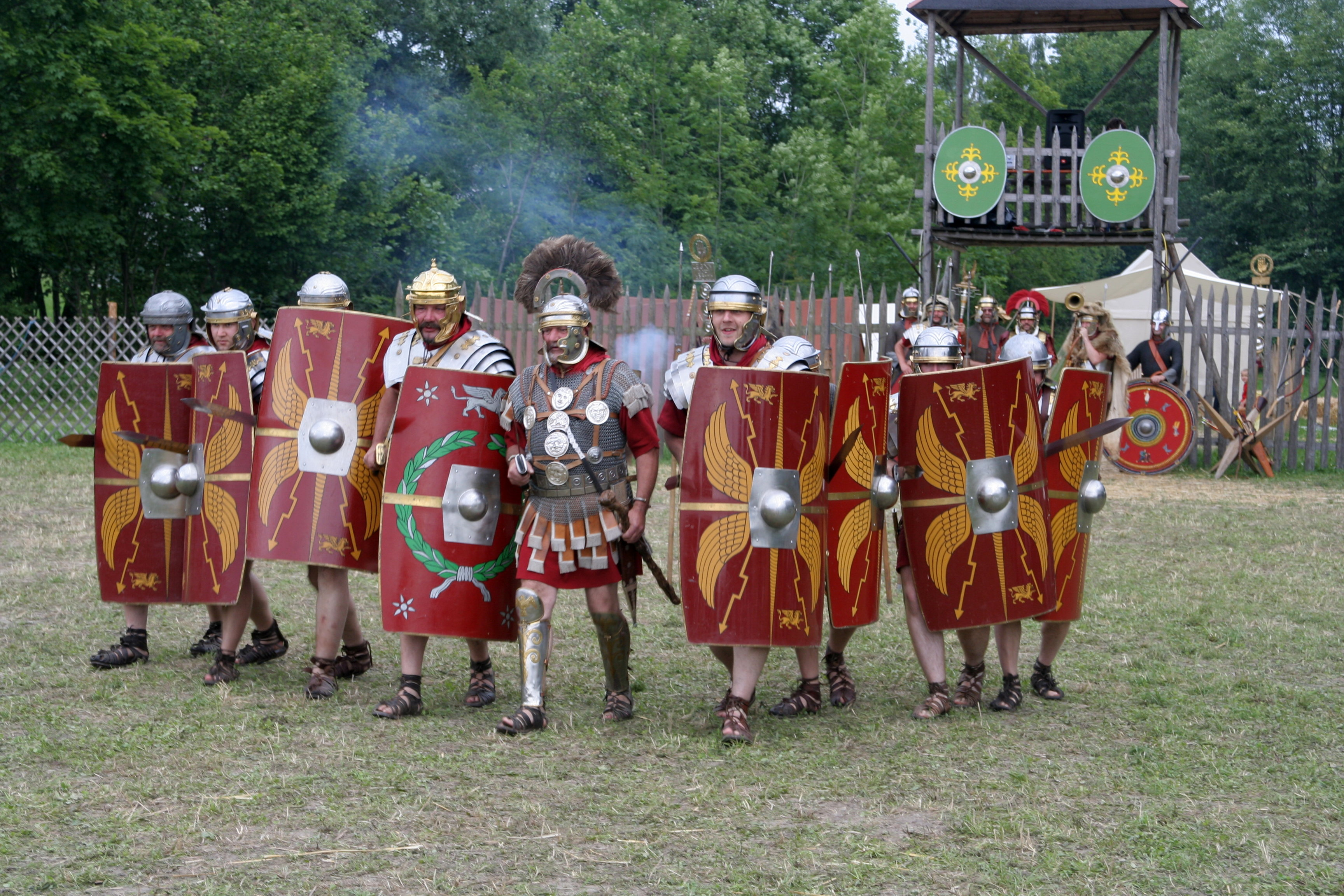
Reconstitution d'une contubernium à l'attaque.

Le contubernium était la plus petite unité militaire de l'armée romaine, constituée de légionnaires. Sous l'Empire, il forme un groupe de huit hommes (dix contubernia par centurie et six centuries par cohorte, soit un total de 480 hommes). Sous la République, l'unité minimale devient une décurie de dix hommes.
Chaque contubernium pouvait compter sur deux "serviteurs", équivalents au support de troupe actuel, qui conduisaient les mules portant le paquetage et approvisionnaient les légionnaires en eau durant les déplacements de troupes. En outre ces serviteurs étaient souvent des ouvriers spécialisés comme des charpentiers ou des maréchaux-ferrants. Les légionnaires d'un contubernium partageaient leur tente, d'où leur nom de contubernales ou la chambrée dans les camps romains. La chambrée est parfois appelée contubernium.
Les hommes d'un contubernium étaient punis collectivement. Si un des membres commettait un acte déshonorant durant la bataille ou même s'ils essuyaient une défaite, ils devaient subir la décimation.
Le nombre des citoyens qui formaient une centurie ayant augmenté, la décurie s'accrut dans la même proportion. Ce nom s'appliquait aussi à une subdivision de la milice. Le chef d'une décurie, civile ou militaire, était nommé décurion. On donnait aussi le nom de décurions aux sénateurs des colonies romaines et des municipes.

## Source
Cet article comprend des extraits du Dictionnaire Bouillet. Il est possible de supprimer cette indication, si le texte reflète le savoir actuel sur ce thème, si les sources sont citées, s'il satisfait aux exigences linguistiques actuelles et s'il ne contient pas de propos qui vont à l'encontre des règles de neutralité de Wikipédia.